# صندوق الطائر برشلونة
صندوق الطائر برشلونة (بالإنجليزية: Bird Box Barcelona)‏ هو فيلم رعب وإثارة عن نهاية العالم وما بعدها لعام 2023 من إخراج وكتابة أليكس وديفيد باستور. الفيلم تكملة عرضية لفيلم صندوق الطائر، مقتبس من رواية جوش مالرمان لعام 2014 التي تحمل الاسم نفسه، تم إصداره على نتفليكس في 14 يوليو 2023.

## طاقم التمثيل
- ماريو كاساس بدور سيباستيان[2]
- أليخاندرا هوارد بدور أنا[2]
- جورجينا كامبل بدور كلاير [2]
- نائلة شوبرث بدور صوفيا [2]
- دييجو كالفا بدور أوكتافيو [2]
- ليوناردو سباراغليا بدور بادري إستيبان[2]
- لولا دويناس بدور إيزابيل[3]
- باتريك كريادو بدور رافا[3]
- جونزالو دي كاسترو بدور روبيرتو[3]
- ميشيل جينر
- سيليا فريجيرو